# Chrysobothris aterrima
Chrysobothris aterrima es una especie de escarabajo del género Chrysobothris, familia Buprestidae. Fue descrita científicamente por Kerremans en 1899.